# Jeden Tag Silvester
Jeden Tag Silvester ist eine deutschsprachige Pop-Band aus Bad Oldesloe.

## Geschichte
Bertram Ulrich, Niclas Jawinsky, Till Krohn und Tom Rieken lernten sich 2008 auf einem Stadtteilfest in Bad Oldesloe kennen. Zunächst wurden unter dem Bandnamen „Copy Paste“ Lieder von Interpreten wie Lenny Kravitz oder Jan Delay gecovert. Nach und nach entwickelten die Jungs eigene Songs, die unter dem Namen „Format“ live präsentiert wurden. 2010 beschloss die Band, das Musizieren professioneller anzugehen. Der Bandname „Format“ wurde daraufhin aufgrund mangelnder Repräsentanz zu „Jeden Tag Silvester“ geändert. Die Band nahm eine erste EP mit dem Namen Sie werden von uns erzählen auf.
2011 wurde Jeden Tag Silvester als Vorband von Johannes Oerding gebucht. 2012 und 2013 waren Jeden Tag Silvester die Vorgruppe bei einigen Konzerten auf der Tour von Silbermond.
2014 brachte die Band ihr erstes Studioalbum heraus. Das selbstbetitelte Album wurde im Hamburger Peer Studio produziert. Einige Lieder wurden zusammen mit Johannes Oerding geschrieben. Daraufhin machte die Band zum Jahreswechsel 2014/15 ihre erste kleine Deutschlandtournee.
Beim Bundesvision Song Contest 2015 trat die Band mit dem Lied Dein Glück für das Bundesland Schleswig-Holstein an und belegte den zehnten Platz.
Am 24. Februar 2017 erschien ihr zweites Studioalbum Geisterjägerstadt, das es in die deutschen Albumcharts und in diverse Download-Charts schaffte. Insbesondere das darauf vorhandene, gleichnamige Lied erhielt große Aufmerksamkeit und erreichte binnen kurzer Zeit hohe Streaming-Zahlen.
Die als Single ausgekoppelten Songs Kleinstadthelden, Zwischen den Meeren und Blau ihres dritten Albums Zwischen den Meeren erreichten 2019 diverse Playlisten auf verschiedenen Streaming-Diensten. Das Album wurde von Jens Schneider in Mannheim produziert. Die dritte Deutschlandtour führte die Band im November 2019 quer durch Deutschland.

## Diskografie

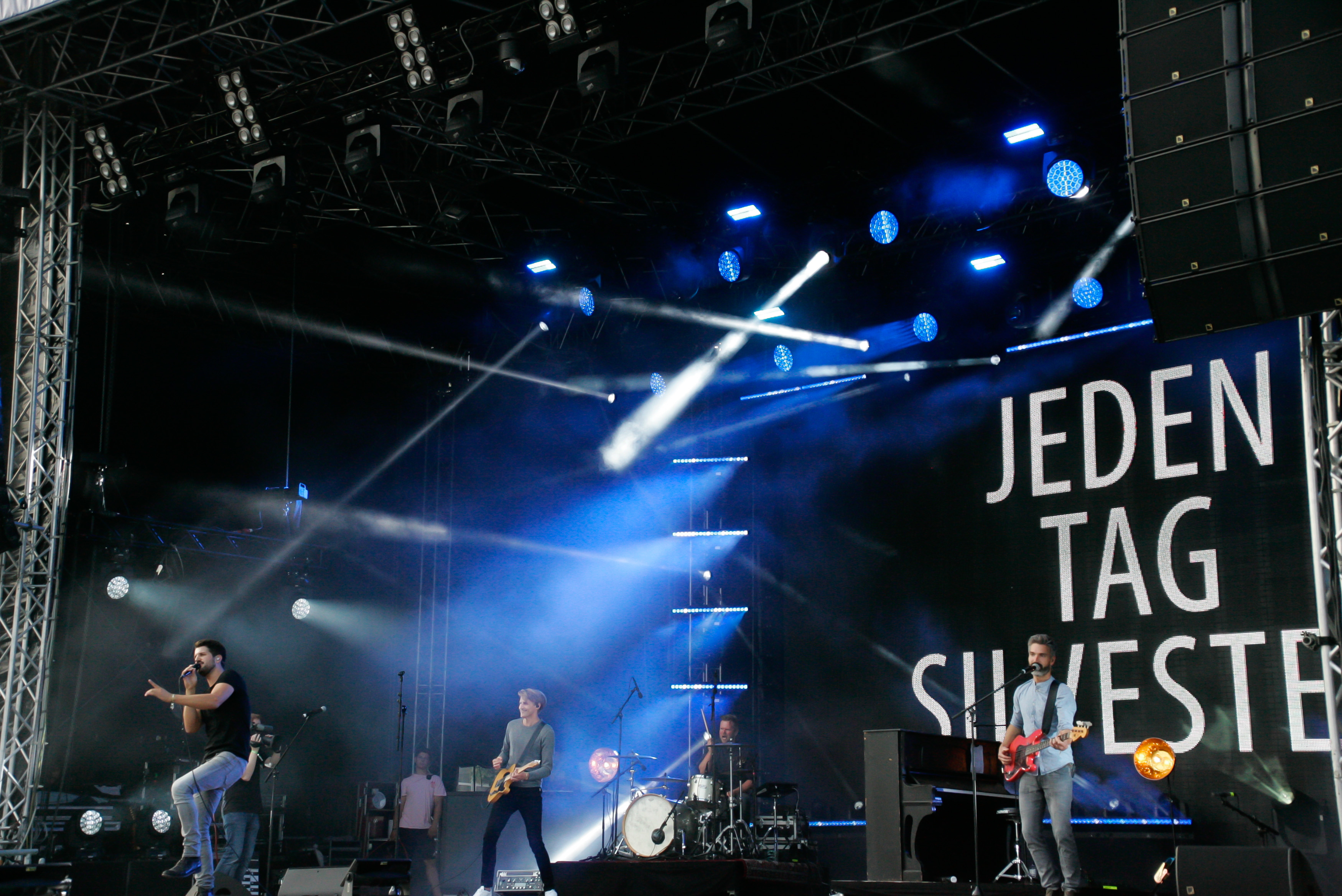
Auf der Kieler Woche 2018

- 2010: Sie werden von uns erzählen (EP)
- 2014: Jeden Tag Silvester (Album)
- 2017: Geisterjägerstadt (Album)
- 2019: Zwischen den Meeren (Album)
- 2024: Foto (Album)